# Tháp Skylon
Tháp Skylon (tiếng Anh: Skylon Tower) là một tháp quan sát ở Niagara Falls, Ontario, New York, Hoa Kỳ.
Tháp Skylon được xây dựng từ tháng 5 năm 1964. Tháp được khai trương vào ngày 6 tháng 10 năm 1965, bởi Thống đốc New York Nelson Rockefeller và Thủ hiến Ontario John Robarts. Đứng ở độ cao 236 mét, tháp yêu cầu sự chấp thuận của cả Canada và Hoa Kỳ. Các cơ quan quản lý vận tải hàng không của các quốc gia do nằm gần ranh giới quốc tế. Đây là tòa tháp thứ hai được xây dựng bằng phương pháp dạng trượt, trong đó bê tông liên tục được đổ thành dạng di chuyển từ từ lên tháp. Tháp được xây dựng bởi Pigott Construction of Hamilton. Các phương pháp tương tự cũng được sử dụng để xây dựng Inco Superstack ở Sudbury và Tháp CN ở Toronto.